# George Fernandes
George Mathew Fernandes (Mangalore, Raj británico, 3 de junio de 1930-Nueva Delhi, India, 29 de enero de 2019) fue un sindicalista, político, periodista y librepensador indio. Ocupó un escaño en el Rajya Sabha, la cámara alta del Parlamento indio, por Bihar. Importante miembro del Janata Dal y fundador del Samata, obtuvo diferentes carteras ministeriales, incluyendo la de Comunicaciones, Industria, Ferrocarriles y Defensa.